# フライ級
フライ級（フライきゅう、英: flyweight）は、ボクシングなどの格闘技で用いられる階級の1つ。「フライ」は「蝿（ハエ）」を意味する。

## ボクシング
プロボクシングでの契約ウェートは、108 - 112ポンド (48.988 - 50.802kg) 。ライトフライ級とスーパーフライ級の間の階級であり、全17階級中3番目に軽い階級。
アマチュアボクシングでは、男子49 - 52kg、女子48 - 51kg。
初代フライ級世界王者はトーマス・ペドラー・パーマー（イギリス）。
1952年、現在ほど階級が細分化されておらず、世界王座団体が1つしかなかった時代に白井義男が日本初のプロボクシング世界王者となった階級で、2020年現在、日本のジムから最多20名の男子世界王者を輩出している階級。女子では2013年に真道ゴー（クラトキ）が世界王者となって以来2020年現在、3名輩出。
アマチュアでは田辺清が1960年ローマ大会で日本初のオリンピックボクシングメダルとなる銅メダルをこの階級で獲得し、プロでも日本王座に就いた。さらに、石井幸喜が1978年ベオグラード大会で日本人初の世界選手権メダルとなる銅メダルを獲得したのもこの階級。
この階級の世界王座連続最多防衛記録はポンサクレック・ウォンジョンカム（タイ / WBC）の17度（通算防衛回数としては23回）、女子はスージー・ケンティキアン（ドイツ / WBA）とマリアナ・フアレス（メキシコ / WBC）の14度（前者は通算防衛回数としては19回）。日本の選手の最多防衛記録は、勇利アルバチャコフ（協栄 / WBC）の9度、女子は真道ゴー（クラトキ / WBC）と藤岡奈穂子（竹原&畑山 / WBA）の2度。

## 総合格闘技
総合格闘技での契約ウェートは、115 - 125ポンド (52.163 - 56.699kg) 。ストロー級とバンタム級の間の階級であり、全14階級中2番目に軽い階級。ネバダ州アスレチック・コミッションおよびボクシング・コミッション協会により規定されている階級である。

## ムエタイ
ムエタイでの契約ウェートは、108 - 112ポンド (48.988 - 50.802kg) 。ライトフライ級とスーパーフライ級の間の階級であり、全19階級中3番目に軽い階級。世界ムエタイ評議会により規定されている。

## レスリング
レスリングでかつてフライ級と呼ばれたものは後の54kg級に当たるが、現在は廃止されている。女子では48kg級をフライ級と呼ぶ事も。